# 卡塞塔
卡塞塔（義大利語：Caserta）是位於義大利南部坎帕尼亞大區的一個城市，卡塞塔省的首府所在地。卡塞塔最為著名的場所是世界文化遺產卡塞塔王宮。

## 友好城市
- 羅馬尼亞皮特什蒂
- 黎巴嫩阿莱